# Horace Dobell
Pour les articles homonymes, voir Dobell.
Horace Benge Dobell (1er janvier 1828 - 22 février 1917) est un médecin et écrivain médical anglais, médecin consultant à la Royal Infirmary/Hospital for Diseases of the Chest.

## Biographie
Horace Dobell est né à Londres le 1er janvier 1828 ,. Son père, John Dobell, est un marchand de vin et sa mère Julietta est une fille de Samuel Thompson (1766-1837), un réformateur politique de Londres. Il est un frère cadet du poète Sydney Thompson Dobell. En 1849, il épouse Elizabeth Mary Fordham, fille de George Fordham d'Odsey House, Cambridgeshire. Ils ont trois filles.
Le choix de la spécialité médicale de Dobell aurait été fait alors qu'il était encore étudiant et qu'il courtisait sa future épouse. Pendant ses vacances dans le Gloucestershire, lui et Elizabeth Fordham sont allés dessiner une église de village. Lorsqu'Elizabeth voit une plaque qui enregistre la mort de sept frères et sœurs par consomption (tuberculose), la maladie qui a tué nombre de ses proches, elle devient émue et exprime sa consternation devant l'impuissance des médecins à l'empêcher. Dobell demande alors "Et si je devais consacrer ma vie à découvrir un remède à ce fléau ?" Elizabeth répond "J'idolâtrerais l'homme qui pourrait si dignement la vie d'un médecin." 
Il obtient son diplôme MRCS à l'hôpital St. Bartholomew en 1849 et un doctorat en médecine de l'Université de St Andrews en 1856. De 1859 à 1875, il est médecin à la Royal Infirmary/Hospital for Diseases of the Chest . En 1863, Charles Darwin écrit à Dobell pour le remercier d'avoir reçu un exemplaire de son Sur les germes et les vestiges de la maladie et ils correspondent sur des questions liées aux conditions héréditaires ,.
En 1882, Dobell s'installe à Bournemouth, où en 1885 il devient médecin consultant au sanatorium hydropathique du Mont Dore nouvellement ouvert pour les patients souffrant de maladies pulmonaires . L'un de ses patients est l'auteur Robert Louis Stevenson.
Dobell est décédé à son domicile de Parkstone, Dorset, le 22 février 1917 . Il est enterré au cimetière Parkstone aux côtés de sa défunte épouse .

## Œuvres
- Démonstrations de maladies de la poitrine et leur diagnostic physique, 1858
- Conférences sur les germes et les vestiges de la maladie, et sur la prévention de l'invasion et de la mort de la maladie par des examens périodiques, 1861
- Un manuel de régime et de régime pour le médecin et le patient, 1864
- Sur la tuberculose : sa nature, sa cause et son traitement ; avec des notes sur le suc pancréatique, 1866
- Sur l'alimentation et le régime dans la maladie et la santé : et sur l'interdépendance et la prévention des maladies et la diminution de leur fatalité, 1870
- En hiver toux, catarrhe, bronchite, emphysème, asthme : un cours de conférences données à l'Hôpital royal des maladies de la poitrine, 1872
- Des affections du cœur et de son voisinage. Cas, aphorismes et commentaires , Londres : HK Lewis, 1872. Deuxième éd., 1876 [4]
- Sur la toux, la consommation et l'alimentation dans la maladie, 1877
- Sur la perte de poids, les crachats de sang et les maladies pulmonaires, 1878
- Les aspects médicaux de Bournemouth et de ses environs, 1885